# Dandafaya
Dandafaya (nep. डाँडाफाया) – gaun wikas samiti w zachodniej części Nepalu w strefie Karnali w dystrykcie Humla. Według nepalskiego spisu powszechnego z 2011 roku liczył on 368 gospodarstw domowych i 2098 mieszkańców (1044 kobiety i 1054 mężczyzn).